# افشای تدریجی
افشای تدریجی یک الگو در طراحی تعاملی است که اغلب برای آسان و واضح‌تر کردن رابط کاربری برنامه‌ها به کار می‌رود.
این موضوع، اغلب با پنهان کردن برخی از ویژگی‌های پیشرفته یا به ندرت مورد استفاده و انتقال آن به یک صفحه ثانویه انجام می‌شود.
یک مثال کلاسیک از این الگو، نحوه نمایش پنجره انتخاب‌ها در سیستم عامل macOS است، هنگام نمایش یک پنجره انتخاب، کادر آن، تنها زیرمجموعه کوچکی از انتخاب‌ها را نشان می‌دهد، اگر کاربر بخواهد موارد بیشتر یا پیشرفته تری را ببیند، می‌تواند روی دکمه «نمایش جزئیات» کلیک کند تا سایر گزینه‌ها در پنجره مجزایی باز شوند. بدین ترتیب اکثر کاربران که به گزینه‌های پیشرفته تر نیازی ندارند، ظاهر ساده‌تری را مشاهده می‌کنند و این سبب کاهش بار شناختی مورد نیاز برای فهم صفحه می‌شود.
افشای تدریجی، در دنیای فیزیکی نیز توسط معماران پارک‌های مدرن استفاده می‌شود. برای مثال، صف‌های طولانی انتظار برای استفاده از دستگاه‌های تفریحی پارک‌ها، می‌تواند بازدیدکنندگان را بترساند و منصرف سازد، بنابراین تلاش می‌شود تا تنها بخش کوچکی از صف، از هر نقطه قابل مشاهده باشد. بدین ترتیب، افراد درون صف متوجه طولانی بودن آن نمی‌شوند و این طراحی انتظار را کمی قابل تحمل‌تر می‌کند.